# Az 1892. évi román memorandum

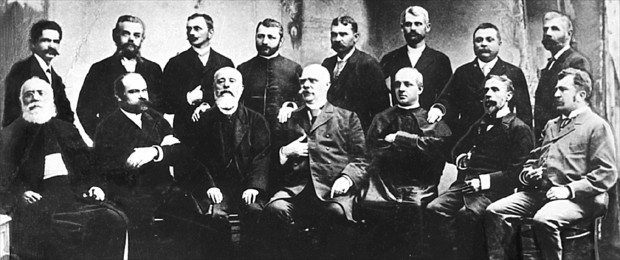
A memorandum-per vádlottjai
Felső sor, balról jobbra: Dionisie Roman, Patriciu Barbu, Dr. D.O.Barcianu, Gherasim Domide, Dr. Teodor Mihali, Dr. Aurel Suciu, Mihaiu Veliciu, Rubin Patița
Alsó sor, balról jobbra: Niculae Cristea, Iuliu Coroianu, Gheorghe Pop de Băsești, Dr. Ioan Rațiu, Dr. Vasile Lucaciu, Dimitrie Comșa, Septimiu Albini

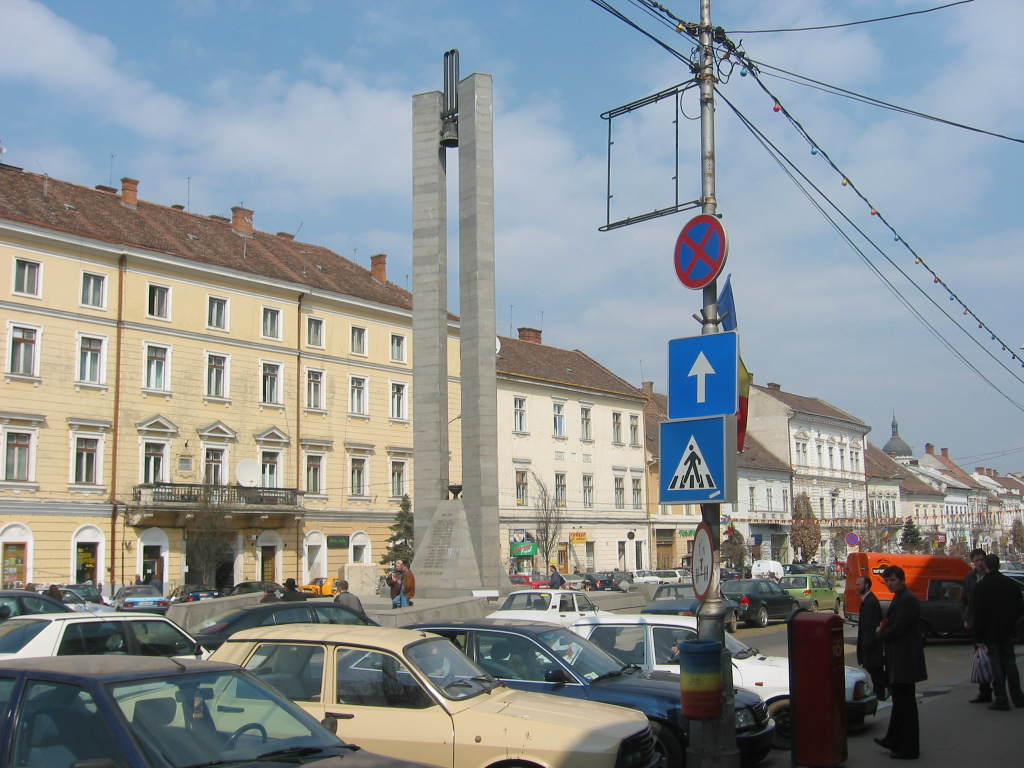
A memorandum aláíróinak emlékműve Kolozsvárott

1892-ben az erdélyi románság vezetői memorandumban fordultak I. Ferenc Józsefhez, az Osztrák–Magyar Monarchia uralkodójához, melyben a magyarokéval megegyező nemzetiségi jogokat, illetve a zaklatás és az elmagyarosítási kísérletek megszüntetését követelték.

## Előzmények
A kiegyezés után, 1868-ban elfogadott nemzetiségi törvény nem ismerte el nemzetnek a románokat, bár ők alkották Erdély lakosságának jelentős részét. A memorandumot a Román Nemzeti Párt vezetői állították össze Nagyszebenben, többek között Ioan Rațiu, Gheorghe Pop de Băsești, Eugen Brote, Aurel Popovici, és Vasile Lucaciu. Politikai jogokat követeltek a románok számára és bírálták a Magyar Királyság románokkal szemben intoleráns eljárását.

## Következmények
A memorandumot egy 237 tagú küldöttség vitte Bécsbe, Ferenc József azonban olvasatlanul továbbította azt a budapesti országgyűlésnek, ahonnan ― ugyancsak olvasatlanul ― visszaküldték a delegáció vezetőjéhez. Minthogy az iratot kinyomtatták és terjeszteni kezdték, szerzőit Kolozsváron, 1894 májusában sajtó útján elkövetett izgatás vádjával perbe fogták.
A vádlottak többségét elítélték (két hónaptól öt évig terjedő fogházbüntetésre), és bár 1895-ben uralkodói amnesztiával valamennyien kiszabadultak, a per kimenetele közrejátszott a korona iránti lojalitás meggyengülésében: a Román Nemzeti Párt sok vezetője ettől kezdve Erdélynek a Román Királysággal való egyesítését tekintette célnak. Az egyesülést célzó aktív politizálástól azonban általában tartózkodtak az első világháború végéig és a trianoni békediktátumig, egyrészt azért, mert Románia maga is ingadozott a központi hatalmak és az antant szövetsége között, másrészt pedig azért, mert a problémára megoldást kínálhatott volna Ferenc Ferdinánd trónörökös terve a Monarchia föderatív átalakítására, a Nagy-ausztriai Egyesült Államok létrehozására.

## Fordítás
- Ez a szócikk részben vagy egészben  a   Transylvanian Memorandum című angol Wikipédia-szócikk ezen változatának fordításán alapul.  Az eredeti cikk szerkesztőit annak laptörténete sorolja fel. Ez a jelzés csupán a megfogalmazás eredetét és a szerzői jogokat jelzi, nem szolgál a cikkben szereplő információk forrásmegjelöléseként.